# Kiriakúlis Mavromichális
Kiriakúlis Mavromichális (em grego: Κυριακούλης Μαυρομιχάλης; 1849 — 1916) foi um político da Grécia. Ocupou o cargo de primeiro-ministro da Grécia entre 28 de Agosto de 1909 a 31 de Janeiro de 1910.